# Barbara Tyson
Pour les articles homonymes, voir Tyson.
Barbara Tyson est une actrice canadienne, née le 1er octobre 1964 à Barrie en Ontario (Canada).

## Filmographie sélective
- 1991 à 1992 : Un privé sous les tropiques (Sweating Bullets / Tropical Heat), série télévisée (2 épisodes)
- 1994 : Highlander, série télévisée (saison 3, 1 épisode) : Barbara Waverly
- 1995 : Au-delà du réel : L'aventure continue (The Outer Limits), série télévisée : Carrie Emerson (Épisode 1.19 : Je pense, donc...).
- 1996 : Two : Agent Theresa Carter
- 1996 : Un rêve trop loin (To Brave Alaska) de Bruce Pittman, téléfilm : Barbara DeCreeft
- 1998 : L'Écho de la peur (Baby Monitor: Sound of Fear) de Walter Klenhard, téléfilm : Carol Whitson
- 1999 : Résurrection (Resurrection) de Russell Mulcahy : Sara Prudhomme
- 2000 : Destination finale (Final Destination) de James Wong : Barbara Browning
- 2000 : Le Caméléon (The Pretender), série télévisée (1 épisode) : Robin Gantry
- 2000 : Une blonde en cavale (Beautiful Joe) de Stephen Metcalfe (en) : Sylvie
- 2000 : Running Mates de Ron Lagomarsino, téléfilm
- 2002 : Chien de flic 3 (K-9: P.I.) de Richard J. Lewis : Catherine
- 2008 : Fear Itself (ou Fear Itself : Les Maîtres de la peur), série télévisée (1 épisode) : Candace
- 2009 : Confiance brisée (Trust) d'Allan Harmon, téléfilm : Francis
- 2010 : Père avant l'heure (Freshman Father) de Michael Scott, téléfilm : Marion Blair
- 2011 : Barbie et le Secret des fées (Barbie: A Fairy Secret) : voix de Tracy Clinger, la journaliste